# Günter Schulz (Radsportler)
Günter Schulz (* 4. Juli 1928 in Berlin; † 2008 in Berlin) war ein deutscher Radsportler.

## Sportliche Laufbahn
Schulz trat 1948 zu den Berufsfahrern über und gewann im selben Jahr die Ostzonenmeisterschaft (spätere DDR-Meisterschaft) der Berufsfahrer im Sprint. Seine Domäne waren die damals außerordentlich gut besuchten Aschenbahnrennen, insbesondere in Berlin, wo er zahlreiche Siege holte, darunter einige Berliner Meisterschaften (die damals bundesweit offen waren). In den Folgejahren nahm er an den deutschen Meisterschaften der Bundesrepublik teil (wobei er keine Podiumsplatzierung errang) und startete seltener in der DDR. Zu Meisterehren kam er auch im Zweier-Mannschaftsfahren 1948, das er mit Erich Golz gewann.
Schulz war 1947 der jüngste in Deutschland lizenzierte Berufsfahrer. Er startete in der Folgezeit mehrfach bei Sechstagerennen, jedoch ohne größere Erfolge. In seiner Heimatstadt Berlin war er siebenmal am Start, der 7. Platz mit Severino Rigoni 1954 war dabei seine beste Platzierung. 1955 startete er an der Seite des berühmten Ex-Weltmeisters Jan Derksen.

## Berufliches
Nachdem er seine Laufbahn zum Ende der 1950er Jahre beendet hatte, arbeitete er in einem Berliner Fahrradhaus.